# Catherine Chisholm Cushing
Catherine Chisholm Cushing (Mount Perry, 15 aprile 1874 – New York, 19 ottobre 1952) è stata una commediografa e paroliera statunitense.

## Biografia
Fu autrice, tra l'altro, della versione teatrale di Pollyanna, romanzo per ragazzi di grande successo scritto da Eleanor H. Porter nel 1913. La commedia di Catherine Chisholm Cushing andò in scena a Broadway il 18 settembre 1916, interpretata da Patricia Collinge.
Sua anche la drammatizzazione del romanzo Il principe e il povero di Mark Twain da cui venne tratta nel 1937 la sceneggiatura del film omonimo interpretato da Errol Flynn.

## Spettacoli teatrali
- The Real Thing (Broadway, 10 agosto 1911)
- Widow by Proxy (Broadway, 24 febbraio 1913)
- Kitty Mackay (Broadway, 7 gennaio 1914)
- Sari (Broadway, 13 gennaio 1914)
- Jerry (Broadway, 28 marzo 1914)
- Pollyanna (Broadway, 18 settembre 1916)
- Glorianna (Broadway, 28 ottobre 1918)
- Lassie (Broadway, 6 aprile 1920)
- Marjolaine (Broadway, 24 gennaio 1922)
- Topsy and Eva (Broadway, 23 dicembre 1924)
- Edgar Allan Poe (Broadway, 5 ottobre 1925)
- The Master of the Inn (Broadway, 21 dicembre 1925)

## Filmografia
- Kitty MacKay, regia di Wilfrid North - lavoro teatrale (1917)
- Widow by Proxy, regia di Walter Edwards - lavoro teatrale (1919)
- Il segreto della felicità (Pollyanna), regia di Paul Powell - lavoro teatrale (1920)
- Don't Call Me Little Girl, regia di Joseph Henabery - storia (1921)
- Topsy and Eva, regia di Del Lord e, non accreditati, D.W. Griffith e Lois Weber (1927)
- Il principe e il povero (The Prince and the Pauper), regia di William Dieterle e William Keighley - drammatizzazione (1937)